# Plega hagenella
Plega hagenella är en insektsart som först beskrevs av John Obadiah Westwood 1867.  Plega hagenella ingår i släktet Plega och familjen fångsländor. Inga underarter finns listade i Catalogue of Life.